# Coenochilus hospes
Coenochilus hospes är en skalbaggsart som beskrevs av Louis Albert Péringuey 1900. Coenochilus hospes ingår i släktet Coenochilus och familjen Cetoniidae. Inga underarter finns listade i Catalogue of Life.